# ARC Valle del Cauca (PO-44)
El ARC Valle del Cauca (PO-44) es un buque patrullero de la clase Reliance, perteneciente a la Armada de Colombia. Construido en el astillero Todd Shipyards de Houston para la Guardia Costera de Estados Unidos, donde la mayoría de los 16 buques de su clase continúan en servicio.

## Antecedentes
El USCG Durable (WMEC-628), junto con el  USCG Nantucket (WPB-1316) participó en la Operación Tradewinds '92, en un ejercicio conjunto entre las fuerzas de Estados Unidos y las unidades de las Antillas Menores, mediante el Sistema de Seguridad Regional (RSS). La unidad, bajo el mando del CDR-RW Batson, hizo escala en los puertos de Barbados, Bahamas, Jamaica, Granada, San Vicente, Trinidad, Santa Lucía, St. Kitts, Antigua y Dominca. En las operaciones se interceptó un número de buques haitianos tratando de llegar a territorio de EE. UU. 
La unidad fue cedida a la Armada Colombiana en 2003, y posteriormente recibió una actualización de los sistemas de navegación, toma de combustible y helipuerto.

## Campo de Operaciones
El ARC Valle del Cauca está asignado al Pacífico Colombiano, adscrito a la base naval de Bahía Málaga. Desarrolla operaciones de búsqueda y rescate, así como operaciones antinarcóticos y contra el tráfico de armas.